# 39. Touloni Ifjúsági Torna
A 2011-es Touloni Ifjúsági Torna a 39. kiírása a Touloni Ifjúsági Tornának, melyet 2011. június 1. és június 10. között rendeztek meg.

## Résztvevők
| - Elefántcsontpart - Franciaország (házigazda) - Kína - Kolumbia | - Magyarország - Mexikó - Olaszország - Portugália |

## Helyszínek
A mérkőzéseket az alábbi régiókban rendezték meg:
- Aubagne
- Hyères
- Le Lavandou
- La Seyne
- Nizza
- Toulon
- Saint-Raphaël

## Játékvezetők
| Ázsia - Lei Zhang Dél-Amerika - Machado Barrera Közép-Amerika - Penazola Soto | Európa - Todorov Stanislas - De Marco Andrea - Santos Capela - Andó-Szabó |

## Eredmények
Minden időpont helyi idő szerinti. (CEST)

### Csoportkör

#### A csoport
| Csapat           | M | Gy | D | V | Rg | Kg | Gk | P |
| ---------------- | - | -- | - | - | -- | -- | -- | - |
| Kolumbia         | 3 | 1  | 2 | 0 | 6  | 3  | +3 | 5 |
| Olaszország      | 3 | 1  | 2 | 0 | 4  | 2  | +2 | 5 |
| Portugália       | 3 | 1  | 2 | 0 | 3  | 2  | +1 | 5 |
| Elefántcsontpart | 3 | 0  | 0 | 3 | 1  | 7  | –6 | 0 |

| 2011. június 1. 16:15 (CEST) | Kolumbia                 | 1 – 1   | Portugália | Stade Mayol, Toulon Játékvezető: Penazola Soto (mexikói) |
| 2011. június 1. 16:15 (CEST) | Rodríguez 33' (11-esből) | (1 – 0) | Balde 73'  | Stade Mayol, Toulon Játékvezető: Penazola Soto (mexikói) |

| 2011. június 1. 18:30 (CEST) | Elefántcsontpart | 0 – 2   | Olaszország            | Stade Mayol, Toulon Játékvezető: Todorov (bolgár) |
| 2011. június 1. 18:30 (CEST) |                  | (0 – 1) | Paloschi 4' Bedoya 19' | Stade Mayol, Toulon Játékvezető: Todorov (bolgár) |

| 2011. június 3. 17:15 (CEST) | Kolumbia                                             | 4 – 1   | Elefántcsontpart     | Stade de l'Estérel, Saint-Raphaël Játékvezető: Andó-Szabó (magyar) |
| 2011. június 3. 17:15 (CEST) | Rodríguez 7' (11-esből) Gabbiadini 13' 19' Fruto 45' | (3 – 0) | Paloschi 60' (öngól) | Stade de l'Estérel, Saint-Raphaël Játékvezető: Andó-Szabó (magyar) |

| 2011. június 3. 19:30 (CEST) | Olaszország            | 1 – 1   | Portugália | Stade de l'Estérel, Saint-Raphaël Játékvezető: Lei (kínai) |
| 2011. június 3. 19:30 (CEST) | Gabbiadini 25' (öngól) | (1 – 0) | Balde 72'  | Stade de l'Estérel, Saint-Raphaël Játékvezető: Lei (kínai) |

| 2011. június 5. 18:30 (CEST) | Kolumbia   | 1 – 1   | Olaszország             | Le Grand Stade, Le Lavandou Játékvezető: Penazola Soto (mexikói) |
| 2011. június 5. 18:30 (CEST) | Cortes 17' | (1 – 0) | Paloschi 57' (11-esből) | Le Grand Stade, Le Lavandou Játékvezető: Penazola Soto (mexikói) |

| 2011. június 5. 18:30 (CEST) | Elefántcsontpart | 0 – 1   | Portugália   | Stade De Lattre, Aubagne Játékvezető: Todorov (bolgár) |
| 2011. június 5. 18:30 (CEST) |                  | (0 – 0) | Oliveira 48' | Stade De Lattre, Aubagne Játékvezető: Todorov (bolgár) |

#### B csoport
| Csapat        | M | Gy | D | V | Rg | Kg | Gk | P |
| ------------- | - | -- | - | - | -- | -- | -- | - |
| Franciaország | 3 | 2  | 1 | 0 | 9  | 2  | +7 | 7 |
| Mexikó        | 3 | 2  | 0 | 1 | 5  | 5  | 0  | 6 |
| Magyarország  | 3 | 1  | 1 | 1 | 4  | 3  | +1 | 4 |
| Kína          | 3 | 0  | 0 | 3 | 1  | 9  | –8 | 0 |

| 2011. június 2. 16:45 (CEST) | Kína | 0 – 3   | Magyarország                      | Stade Perruc, Hyères Játékvezető: De Marco (olasz) |
| 2011. június 2. 16:45 (CEST) |      | (0 – 0) | Katona 42' Futács 53' Eppel 80+1' | Stade Perruc, Hyères Játékvezető: De Marco (olasz) |

| 2011. június 2. 19:00 (CEST) | Franciaország                                      | 4 – 1   | Mexikó     | Stade Perruc, Hyères Játékvezető: Santos Capela (portugál) |
| 2011. június 2. 19:00 (CEST) | Knockaert 5' J. Monrose 40' Tafere 64' Benezet 70' | (2 – 1) | Ulises 25' | Stade Perruc, Hyères Játékvezető: Santos Capela (portugál) |

| 2011. június 4. 16:15 (CEST) | Magyarország | 0 – 2   | Mexikó                  | Stade du Ray, Nizza Játékvezető: Santos Capela (portugál) |
| 2011. június 4. 16:15 (CEST) |              | (0 – 0) | Davila 57' Orrantia 66' | Stade du Ray, Nizza Játékvezető: Santos Capela (portugál) |

| 2011. június 4. 18:30 (CEST) | Franciaország                              | 4 – 0   | Kína | Stade du Ray, Nizza Játékvezető: Machado (kolumbiai) |
| 2011. június 4. 18:30 (CEST) | J. Monrose 21' 39' Benezet 64' Jarsale 70' | (2 – 0) |      | Stade du Ray, Nizza Játékvezető: Machado (kolumbiai) |

| 2011. június 6. 18:00 (CEST) | Kína      | 1 – 2   | Mexikó                           | Stade Marquet, La Seyne Játékvezető: Machado (kolumbiai) |
| 2011. június 6. 18:00 (CEST) | Shuai 10' | (1 – 1) | Izazola 40' (11-esből) Reyes 65' | Stade Marquet, La Seyne Játékvezető: Machado (kolumbiai) |

| 2011. június 6. 18:00 (CEST) | Franciaország | 1 – 1   | Magyarország | Stade De Lattre, Aubagne Játékvezető: De Marco (olasz) |
| 2011. június 6. 18:00 (CEST) | Duplus 80+2'  | (0 – 0) | Futács 45'   | Stade De Lattre, Aubagne Játékvezető: De Marco (olasz) |

### Egyenes kieséses szakasz
|  |                     |               |           |                     |       |               |               |       |
|  | Elődöntők           | Elődöntők     | Elődöntők |                     |       | Döntő         | Döntő         | Döntő |
|  | Elődöntők           | Elődöntők     | Elődöntők |                     |       | Döntő         | Döntő         | Döntő |
|  | június 8. – Toulon  |               |           |                     |       |               |               |       |
|  |                     |               |           |                     |       |               |               |       |
|  | Kolumbia            | Kolumbia      | 2         |                     |       |               |               |       |
|  | Kolumbia            | Kolumbia      | 2         | június 10. – Toulon |       |               |               |       |
|  | Mexikó              | Mexikó        | 1         |                     |       |               |               |       |
|  | Mexikó              | Mexikó        | 1         |                     |       | Franciaország | Franciaország | 1 (1) |
|  | június 8. – Toulon  |               |           |                     |       | Franciaország | Franciaország | 1 (1) |
|  |                     |               | Kolumbia  | Kolumbia            | 1 (3) |               |               |       |
|  | Franciaország       | Franciaország | Kolumbia  | Kolumbia            | 1 (3) | 1             |               |       |
|  | Franciaország       | Franciaország |           |                     |       |               |               |       |
|  | Olaszország         | Olaszország   | 0         |                     |       |               |               |       |
|  | Olaszország         | Olaszország   | 0         | Bronzmérkőzés       |       |               |               |       |
|  |                     |               |           |                     |       |               |               |       |
|  | június 10. – Toulon |               |           |                     |       |               |               |       |
|  |                     |               |           |                     |       |               |               |       |
|  | Olaszország         | Olaszország   | 1 (5)     |                     |       |               |               |       |
|  | Olaszország         | Olaszország   | 1 (5)     |                     |       |               |               |       |
|  | Mexikó              | Mexikó        | 1 (4)     |                     |       |               |               |       |
|  | Mexikó              | Mexikó        | 1 (4)     |                     |       |               |               |       |

#### Elődöntők
| 2011. június 8. 17:30 (CEST) | Kolumbia                | 2 – 1   | Mexikó        | Stade Mayol, Toulon Játékvezető: Todorov (bolgár) |
| 2011. június 8. 17:30 (CEST) | Bedoya 38' Arrechea 47' | (1 – 0) | Izazola 80+2' | Stade Mayol, Toulon Játékvezető: Todorov (bolgár) |

| 2011. június 8. 20:00 (CEST) | Franciaország  | 1 – 0   | Olaszország | Stade Mayol, Toulon Játékvezető: Andó-Szabó (magyar) |
| 2011. június 8. 20:00 (CEST) | J. Monrose 62' | (0 – 0) |             | Stade Mayol, Toulon Játékvezető: Andó-Szabó (magyar) |

#### 3. helyért
| 2011. június 10. 18:30 (CEST) | Olaszország | 1 – 1   | Mexikó     | Stade Mayol, Toulon Játékvezető: Santos Capela (portugál) |
| 2011. június 10. 18:30 (CEST) | Guarch 32'  | (0 – 1) | Destro 42' | Stade Mayol, Toulon Játékvezető: Santos Capela (portugál) |

|  |       | 11-esekkel |
|  | 5 – 4 |            |

#### Döntő
| 2011. június 10. 21:00 (CEST) | Franciaország  | 1 – 1   | Kolumbia   | Stade Mayol, Toulon Játékvezető: De Marco (olasz) |
| 2011. június 10. 21:00 (CEST) | J. Monrose 51' | (0 – 0) | Zapata 75' | Stade Mayol, Toulon Játékvezető: De Marco (olasz) |

|  |       | 11-esekkel |
|  | 1 – 3 |            |

| 39. Touloni Ifjúsági Torna bajnoka: |
| ----------------------------------- |
| KOLUMBIA 3. cím                     |

## Külső hivatkozások
- A 39. Touloni Ifjúsági Torna hivatalos honlapja (franciául)